# دوق بورتو

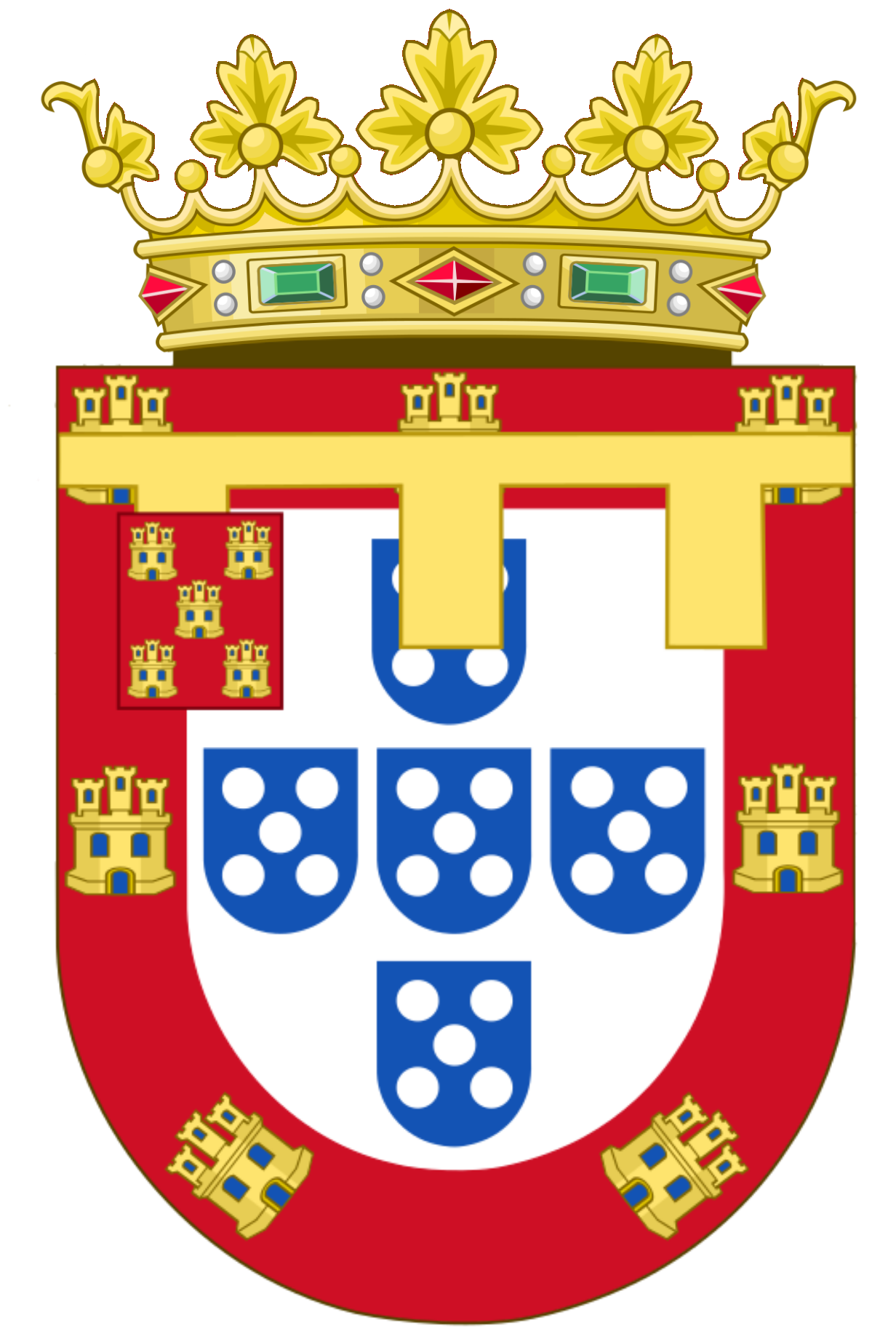
شعار دوقات بورتو

دوق بورتو (البرتغالية:Duque do Porto)؛ هو لقب ملكي برتغالي، بحيث حمل أفراد العائلة ملكية، وأخيراً أصبح لقب نبيل.
اللقب يحمل أسم مدينة بورتو التي تقع في شمال البرتغال.

## التاريخ
اللقب تم إنشاء في 1833 لـ ماريا الثانية ملكة البرتغال من قبل والدها بيدرو الرابع من البرتغال، وكان اللقب تكريماً لـ مدينة بورتو التي كانت موالية لها أثناء الحروب الليبرالية ضد شقيقه ميغيل الأول ملك البرتغال.
بعد استخدام اللقب من قبل ماريا، أصبح اللقب مرتبط بالأبن الثاني (الذكر) في العائلة الملكية.

## قائمة الدوقات
| الصورة | الاسم                            | الحياة                          | أصبح دوق                       | الوالد الملكي             |
| ------ | -------------------------------- | ------------------------------- | ------------------------------ | ------------------------- |
|        | الملكة ماريا الثانية، دوقة بورتو | 4 أبريل 1819 – 15 نوفمبر 1853   | 4 أبريل 1833 – 31 أكتوبر 1838  | بيدرو الرابع من البرتغال  |
|        | إنفانتي لويس، دوق بورتو          | 31 أكتوبر 1838 – 19 أكتوبر 1889 | 31 أكتوبر 1838 - 31 يوليو 1865 | ماريا الثانية من البرتغال |
|        | إنفانتي أفونسو                   | 31 يوليو 1865 – 21 فبراير 1920  | 31 يوليو 1865 – 21 فبراير 1920 | لويس الأول من البرتغال    |
|        | إنفانتي دينيس                    | 25 نوفمبر 1999 - حتى الآن       | 25 نوفمبر 1999 - حتى الآن      | دوارتي بيو، دوق براغانزا  |

وأيضا استخدمت المدعية:-
- ماريا بيا دي ساكس كوبرغ وبراغانزا (المدعية بأنها أبنة الغير شرعية لـ كارلوس الأول ملك البرتغال).
  - وأيضا أبنتها الثانية ماريا كريستينا بليس دي ساكس كوبرغ وبراجانزا.